# غاري برازيل
غاري برازيل (بالإنجليزية: Gary Brazil)‏ (19 سبتمبر 1962 في المملكة المتحدة - ) هو مدرب كرة قدم ولاعب كرة قدم بريطاني في مركز الوسط. لعب مع بريستون نورث إيند وبورت فايل وشيفيلد يونايتد وكامبريدج يونايتد وكريستال بالاس ونادي بارنت ونادي فولهام ونيوكاسل يونايتد ونادي سلاو تاون.

## وصلات خارجية
- غاري برازيل على موقع قاعدة بيانات كرة القدم.إي يو (الإنجليزية)
- غاري برازيل على موقع Soccerbase.com (لاعب) (الإنجليزية)
- غاري برازيل على موقع Soccerbase.com (مدرب) (الإنجليزية)